# Ateji
Un ateji (当て字) est, dans l’écriture japonaise, un mot ou une expression composée d’idéogrammes (kanjis) utilisés uniquement pour leur valeur phonétique, indépendamment de leur valeur sémantique. C’est le cas, par exemple, du mot  kurabu (倶楽部 (クラブ), « club »). On parle également d’ateji lorsqu'on a recours à une lecture inhabituelle pour un kanji ou un composé de kanjis sans que le sens soit très éloigné. C'est le cas par exemple pour unmei (運命, « destin, destinée »), prononcé sadame (« règle, règlement », qui peut aussi signifier « destin, destinée ») ou encore onna (女, « femme »), prononcé hito (« individu, personne »).
Par ailleurs, lorsqu'on associe une lecture kun (sémantique) à un composé de kanjis dont la prononciation ne peut être déduite de chaque kanji, on parle de jukujikun (熟字訓). C'est le cas, par exemple, de 大人 prononcé « otona » alors que ni 大 ne se prononce « o » ni 人 ne se prononce « tona ». Il faut par contre que cette lecture du composé soit courante à l'usage. C'est pourquoi on ne considère pas a priori que sadame soit le jukujikun de 運命, mais plutôt un ateji. Toutefois, si la lecture sadame finit par devenir la norme, on parlera alors de jukujikun.
On trouve de nombreux exemples de ce système dans la littérature (de l'ère Meiji notamment), dans les mangas, voire dans les chansons de karaoké, qui donnent deux niveaux parallèles de compréhension d'un texte, pour peu que la lecture souhaitée soit indiquée avec des furigana : la lecture phonétique, d’une part, et le contenu sémantique de chaque caractère, d’autre part, les deux pouvant même parfois être contradictoires.